# Liga de Fútbol FFAS
La Liga Senior de la FFAS (oficialmente y en inglés: FFAS Senior League) es la máxima categoría de fútbol en Samoa Americana. Se fundó en 1976 y está organizada por la Federación de Fútbol de Samoa Americana.
La cantidad de equipos que participan del campeonato varía año a año. El nivel de los clubes que lo disputan es puramente amateur. Además, la liga no mantiene un sistema de ascensos y descensos determinado, ya que de hecho no existe una segunda categoría, por lo que los participantes son en general clubes que optan por afiliarse y desafiliarse continuamente a la federación local. La temporada 2016 fue disputada por 10 equipos. En la actualidad, el torneo otorga al campeón un cupo para la fase preliminar de la Liga de Campeones de la OFC.
El Pago Youth FC, actual campeón, es el equipo más laureado, con 9 títulos.

## Sistema de competición
El formato del campeonato varía todos los años. Durante la temporada 2016, la liga constó de dos fases. En la primera de ellas, los diez equipos participantes se enfrentaron entre sí bajo el sistema de todos contra todos a una sola rueda, disputándose en total 9 fechas. Los cinco equipos mejor ubicados accedieron a la Ronda por el campeonato, volviendo a enfrentarse entre ellos en una sola oportunidad, iniciando sus participaciones en dicha instancia con puntaje cero. Aquel que logró mayor cantidad de puntos en la Ronda por el campeonato se consagró campeón de la liga y clasificó a la fase preliminar de la Liga de Campeones de la OFC.

## Equipos de la temporada 2024
- Black Roses FC
- Green Bay FC
- Ilaoa and To'omata
- Lion Heart FC
- Pago Youth FC
- PanSa East FC
- Royal Puma FC
- Tafuna Jets
- Tupulaga Fagasa FC
- Utulei Youth SC
- Vaiala Tongan SC

## Palmarés[2]
| Temporada | Campeón                      | Subcampeón        |
| --------- | ---------------------------- | ----------------- |
| 1976      | Tafuna Jets                  |                   |
| 1977–80   | Desconocido                  | Desconocido       |
| 1981      | Pago Eagles FC               |                   |
| 1982      | Pago Eagles FC               |                   |
| 1983      | Nuu'uli FC                   |                   |
| 1984-1991 | Desconocido                  | Desconocido       |
| 1992      | Nuu'uli FC                   |                   |
| 1993-1996 | Desconocido                  | Desconocido       |
| 1997      | Pago Eagles FC               |                   |
| 1998      | Desconocido                  | Desconocido       |
| 1999      | Konica Machine FC            |                   |
| 2000      | PanSa FC y Wild Wild West FC |                   |
| 2001      | PanSa FC                     |                   |
| 2002      | PanSa FC                     | Utulei Youth SC   |
| 2003      | Manumea FC                   |                   |
| 2004      | Desconocido                  | Desconocido       |
| 2005      | PanSa FC                     | Konica FC         |
| 2006      | Desconocido                  | Desconocido       |
| 2007      | Konica FC                    | Peace Brothers FC |
| 2008      | Pago Youth FC                | Black Roses FC    |
| 2009      | Black Roses FC               | Ilaoa & To'omata  |
| 2010      | Pago Youth FC                | Black Roses FC    |
| 2011      | Pago Youth FC                | Vailoatai Youth   |
| 2012      | Pago Youth FC                | Black Roses FC    |
| 2013      | FC SKBC                      | Pago Youth FC     |
| 2014      | Utulei Youth SC              | Lion Heart FC     |
| 2015      | Utulei Youth SC              | Lion Heart FC     |
| 2016      | Pago Youth FC                | Utulei Youth SC   |
| 2017      | Pago Youth FC                | Lion Heart FC     |
| 2018      | Pago Youth FC                | Utulei Youth SC   |
| 2019      | Pago Youth FC                | Utulei Youth SC   |
| 2020      | No disputado                 | No disputado      |
| 2021      | Vaiala Tongan SC             | Pago Youth FC     |
| 2022      | Ilaoa and To'omata SC        | Pago Youth FC     |
| 2023      | Royal Puma FC                | Pago Youth FC     |
| 2024      | Pago Youth FC                | PanSa FC          |

## Títulos por club
| Club                  | Títulos | Años campeón                                         |
| --------------------- | ------- | ---------------------------------------------------- |
| Pago Youth FC         | 9       | 2008, 2010, 2011, 2012, 2016, 2017, 2018, 2019, 2024 |
| PanSa FC              | 4       | 2000, 2001, 2002, 2005                               |
| Pago Eagles FC        | 3       | 1981, 1982, 1997                                     |
| Nuu'uli FC            | 2       | 1983, 1992                                           |
| Utulei Youth SC       | 2       | 2014, 2015                                           |
| Tafuna Jets           | 1       | 1976                                                 |
| Konica Machine FC     | 1       | 1999                                                 |
| Wild Wild West FC     | 1       | 2000                                                 |
| Manumea FC            | 1       | 2003                                                 |
| Konica FC             | 1       | 2007                                                 |
| Black Roses FC        | 1       | 2009                                                 |
| FC SKBC               | 1       | 2013                                                 |
| Vaiala Tongan SC      | 1       | 2021                                                 |
| Ilaoa and To'omata SC | 1       | 2022                                                 |
| Royal Puma FC         | 1       | 2023                                                 |

## Clasificación histórica
Actualizado el 30 de junio de 2022. Tabla elaborada desde la temporada 2008 con el nombre de FFAS Senior League cuando se volvió profesional hasta la terminada temporada 2021 con el nombre de FFAS National League. No contabilizaba los play-offs hasta la temporada 2019 se aprobó la contabilización de los play-offs.
| Pos. | Equipo               | Temporadas | Pts. | Títulos |
| ---- | -------------------- | ---------- | ---- | ------- |
| 1    | Pago Youth FC        | 11         | 308  | 8       |
| 2    | Utulei Youth SC      | 13         | 222  | 2       |
| 3    | Lion Heart FC        | 12         | 199  | 0       |
| 4    | Black Roses FC       | 11         | 149  | 1       |
| 5    | Ilaoa and To'omata   | 10         | 149  | 0       |
| 6    | Vaiala Tongan FC     | 8          | 130  | 1       |
| 7    | Tafuna Jets FC       | 11         | 120  | 1       |
| 8    | PanSa FC             | 10         | 120  | 4       |
| 9    | Royal Puma FC        | 5          | 111  | 0       |
| 10   | Green Bay FC         | 7          | 74   | 0       |
| 11   | FC SKBC              | 6          | 73   | 1       |
| 12   | Taputimu Youth FC    | 4          | 61   | 0       |
| 13   | Fagasa Youth FC      | 4          | 57   | 0       |
| 14   | Vailoatai Youth FC   | 2          | 40   | 0       |
| 15   | Pago Youth FC "B"    | 6          | 38   | 0       |
| 16   | Vaitogi United FC    | 2          | 33   | 0       |
| 17   | Kiwi Soccers         | 3          | 32   | 0       |
| 18   | Renegades FC         | 1          | 30   | 0       |
| 19   | Fagatogo FC          | 2          | 24   | 0       |
| 20   | Peace Brothers FC    | 1          | 7    | 0       |
| 21   | Lauli'i FC           | 1          | 6    | 0       |
| 22   | Lion Heart FC "B"    | 1          | 5    | 0       |
| 23   | Atu'u Broncos FC     | 1          | 4    | 0       |
| 24   | Vaiala Tongan FC "B" | 1          | 3    | 0       |
| 25   | Tafuna Jets FC "B"   | 1          | 1    | 0       |
| 26   | Atu'u Broncos FC "B" | 1          | 0    | 0       |